# Musidora
Musidora, född Jeanne Roques den 23 februari 1889 i Paris, död 11 december 1957, var en fransk skådespelare, författare, filmregissör och journalist. Hon var den franska filmens första vamp och är mest känd för sina roller i Louis Feuillades filmer Les Vampires och Judex.

## Biografi
Musidora föddes den 23 februari 1889 i Paris, fadern var kompositör och modern feministisk litteraturkritiker. Hon debuterade på teaterscenen vid sexton års ålder och tog sitt artistnamn från hjältinnan i Theophile Gautiers roman Fortunio. Musidora uppträdde många populära revyer på Paris musikteatrar och kabaréer, bland annat på Folies Bergère, Concert Mayol och La Cigale. Hon uppträdde även i teaterproduktioner, den mest kända var en uppsättning av Claudine à Paris som vid den tiden tillskrevs Henri Gauthier-Villars men senare erkändes vara skriven av Colette. Under produktionen inledde hon ett förhållande med Villars och senare lärde hon även känna Colette som blev hennes vän för livet och samarbetspartner vid många filmprojekt.

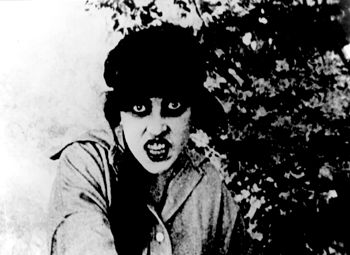
Musidora som Irma Vep i Les Vampires

Musidoras karriär som filmskådespelare började 1913 då hon medverkade i Les Misères de l’aiguille som producerades av det socialistiska filmkollektivet Cinéma du Peuple. Hon skrev ett kontrakt med filmstudion Gaumont 1914 och mellan 1914 och 1916 spelade hon i många av studions filmer, framförallt i komedier och melodramer. Under tiden på Gaumont blev hon vän med Louis Feuillade, han gav henne 1915 rollen som Irma Vep i kriminalfilmsföljetongen Les Vampires. Rollen var fransk films första vamp och med sina många förklädnader, åtsittande svarta trikåer och sin oblygt uttryckta sexualitet orsakade den en sensation. Musidora blev berömd både bland den breda publiken och bland surrealisterna, särskilt Louis Aragon och André Breton som gjorde en hyllning till henne i pjäsen Le Trésor des Jesuites (1928). Efter succén med Les Vampires spelade Musidora rollen som den onda guvernanten Marie Verdier i Judex (1916), också den en mycket populär kriminalföljetong av Feuillade.
Efter att hon blivit berömd genom Les Vampires skapade sig Musidora också ett rykte genom sin extravaganta livsstil och sin vänskap med kända personer inom fransk konst och kultur, utöver de redan nämnda Colette, Aragon, och Breton innefattade hennes vänkrets också Germaine Dulac, Louis Delluc, Marcel L'Herbier och Pierre Louÿs.

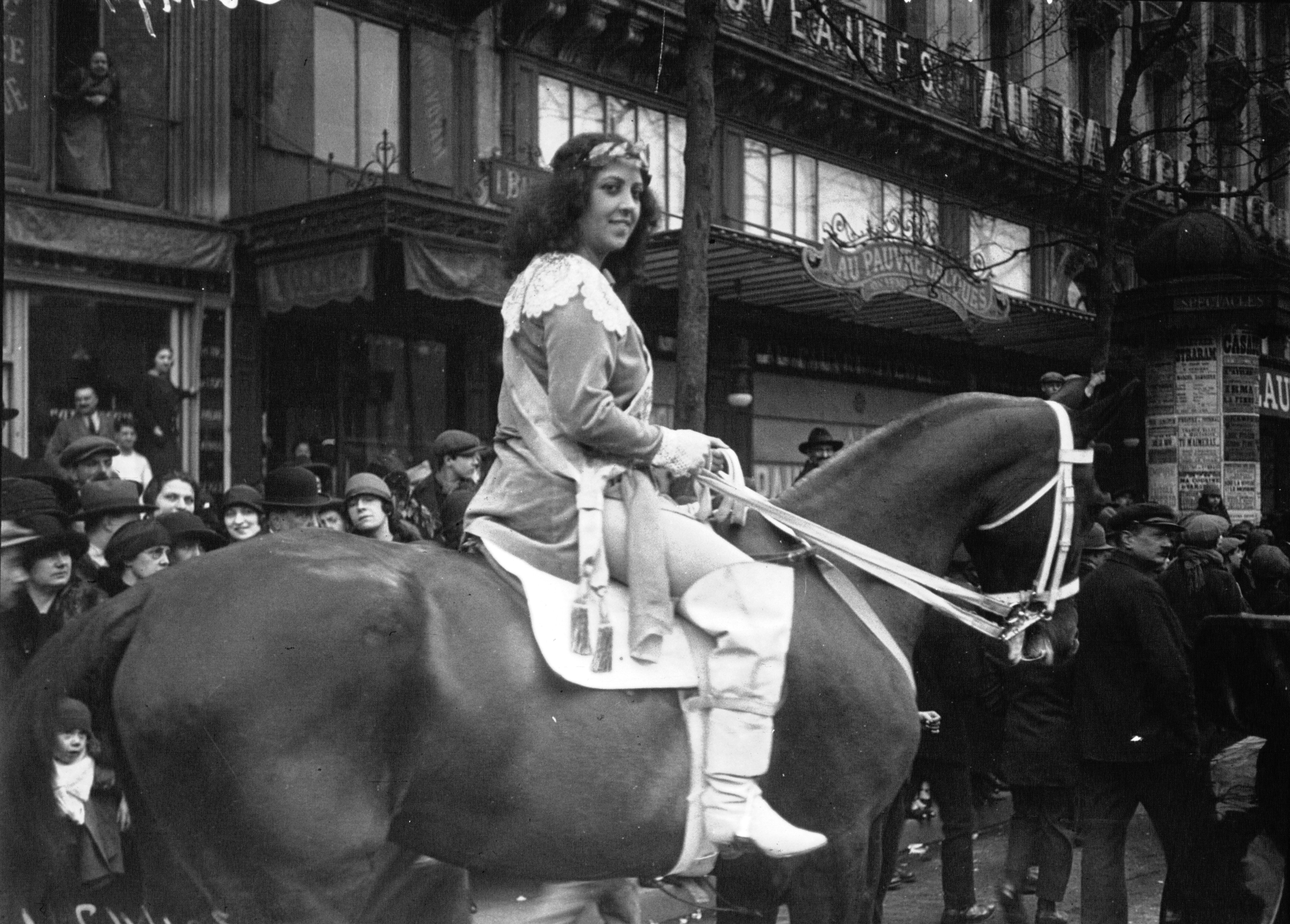
Musidora under Pariskarnevalen 1926

Under tiden på Gaumont grundade Musidora sitt eget filmbolag och 1915 regisserade hon sin första film, den numera förlorade Minne, en bearbetning av Colettes roman med samma namn, hon spelade också huvudrollen i filmen. 1917 regisserade hon Le Maillot noir som hon också skrev i samarbete med Germaine Beaumont, 1918 kom hennes första större framgång som regissör då La Vagabonde blev framgångsrik hos både publik och kritiker. Hon medverkade även i filmen vilken hon samregisserade med Eugenio Perego utifrån ett scenario skrivet av Colette. Även Musidoras nästa film La Flamme cachée (1918) var skriven av Colette och hade Musidora själv i huvudrollen.
Hon skrev, regisserade och spelade huvudrollen i Vicenta 1919 och mellan 1920 och 1923 samregisserade Musidora filmerna Pour Don Carlos och Soleil et Ombre tillsammans med Jacques Lasseyre. Den förstnämnda utspelade sig i baskiska Pyrenéerna och den andra i Andalusien. Hon skrev 1924 manuset till La Tierra de los toros, också denna film utspelade sig i Spanien och i filmen ville Musidora bevisa att kvinnor var modiga nog att få rösträtt genom att visa sin egen tapperhet på tjurfäktningsarenan. Av de tio filmer Musidora regisserade, finns bara två kvar idag (Soleil et Ombre och La Tierra de los toros).

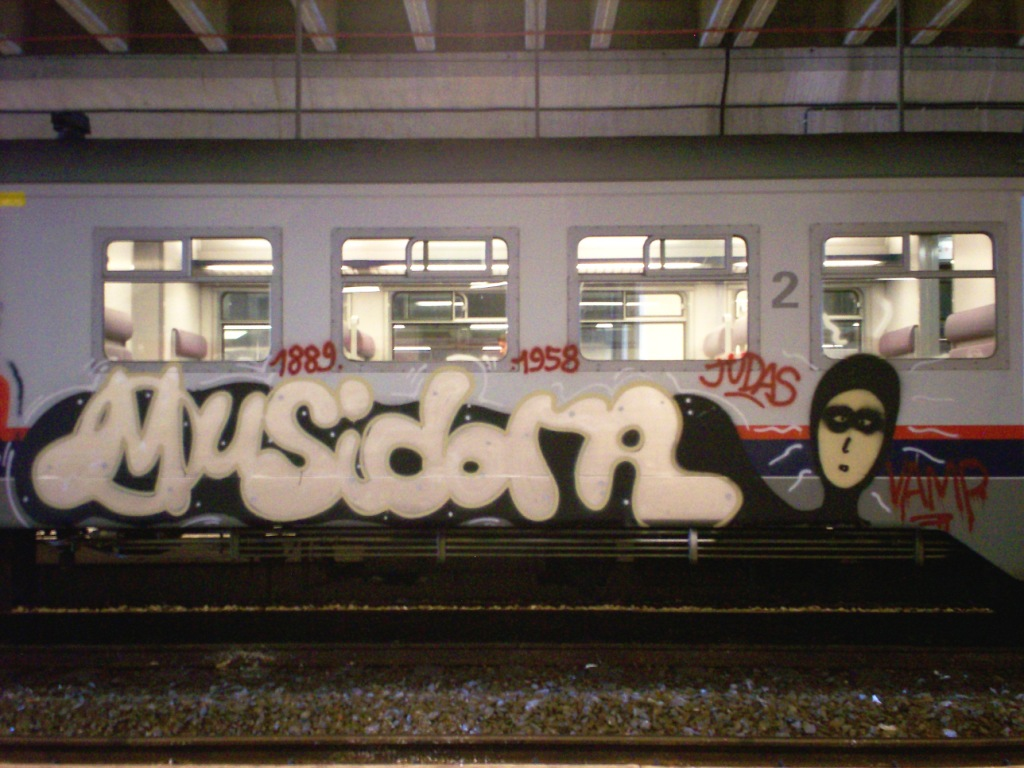
En graffitihyllning till Musidora

1926 firades Musidora som "filmens drottning" men filmkarriären tog slut efter La Tierra de los toros, med undantag för en biroll i en annan film lämnade hon filmen till förmån för teatern. Hon blev efter filmkarriären också journalist och skrev många artiklar om film. Utöver journalistiken skrev Musidora också fiktion, pjäser, barnböcker med egna illustrationer, sånger och poesi. Hon skrev och regisserade teaterpjäsen La Vie sentimentale de George Sand 1946, samma år började hon arbeta på Cinémathèque Franƈaise där hon arbetade fram till sin död. Musidora regisserade sin sista film 1951, kortfilmen La Magique image som var en sammanställning av tidigare filmer. Musidora dog den 11 december 1957 och är begravd på Cimetière de Bois-le-Roi i Paris.
Frankrikes första feministiska filmfestival uppkallades efter Musidora och hölls 1974, där visades bland annat Soleil et Ombre. Den franske regissören Olivier Assayas hedrade henne i sin film Irma Vep från 1996.

## Filmografi i urval

### Som skådespelare

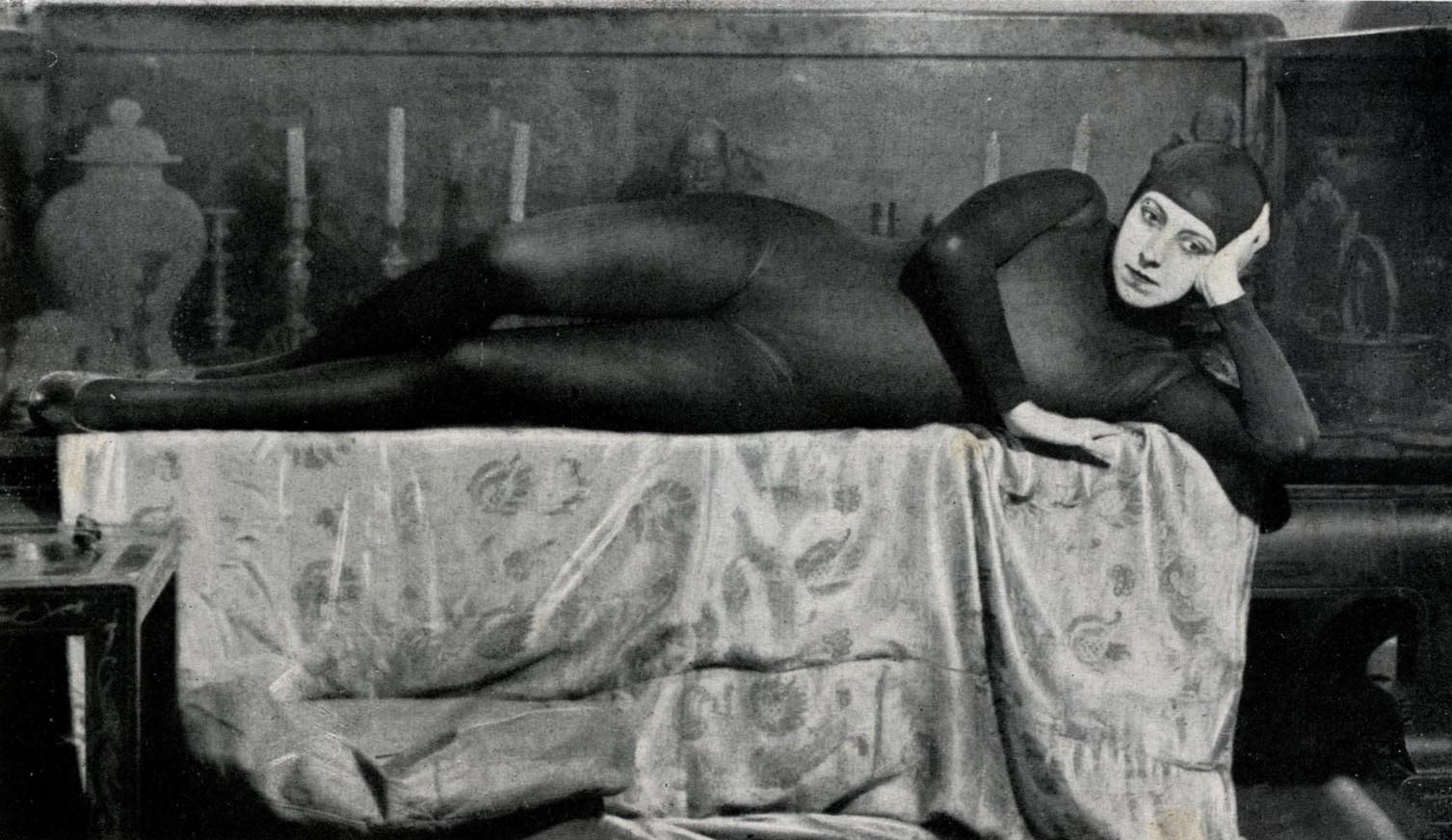
De ikoniska svarta trikåerna i Les Vampires

- 1913 – Les miseres de l'aiguille
- 1914 – Severo Torelli
- 1915 – Bout de Zan
- 1915 – Les Vampires
- 1916 – Judex
- 1917 – Les chacals
- 1919 – Mademoiselle Chiffon
- 1924 – La Tierra de los toros

### Som regissör
- 1918 – La vagabonda
- 1919 – Vicenta
- 1922 – Soleil et Ombre
- 1924 – La Tierra de los toros
- 1951 – La Magique image